# Stephan Osnabrügge
Stephan Osnabrügge (* 16. November 1970 in Bonn) ist ein deutscher Jurist und ehemaliger Fußballfunktionär. Osnabrügge war von April 2016 bis März 2022 Schatzmeister des Deutschen Fußball-Bundes (DFB). Er gab sein Amt im Rahmen des DFB-Machtkampfes 2021/2022 auf, in dem er der Gruppe um Friedrich Curtius und Rainer Koch zugerechnet wurde.
Osnabrügge studierte an der Rheinischen Friedrich-Wilhelms-Universität Bonn die Rechtswissenschaft und wurde mit einer strafrechtlichen, 2002 veröffentlichten Dissertation zur Beihilfe promoviert. Seit 2002 ist er in Bonn als Rechtsanwalt und Fachanwalt für Arbeitsrecht und Sportrecht tätig. Osnabrügge veröffentlicht hauptsächlich zum Arbeitsrecht und Sportarbeitsrecht und gibt mit Stephan Pauly einige Werke zum Arbeitsrecht heraus.
Osnabrügge wurde 2016 Schatzmeister des DFB als Nachfolger des zum DFB-Präsidenten gewählten Reinhard Grindel. Vor seiner Wahl in das DFB-Präsidium war er 2007 bis 2016 Vizepräsident des Fußball-Verbands Mittelrhein und Vorsitzender der DFB-Kommission für gesellschaftliche Verantwortung gewesen.
Er wurde einer von sechs Beschuldigten wegen Steuerhinterziehung, weil der DFB für die Jahre 2014 und 2015 Einnahmen aus der Bandenwerbung, für die der DFB später eine Nachzahlung in Höhe von 4,7 Millionen Euro geleistet hat, nicht versteuert hatte. Im September 2022 erhob die Staatsanwaltschaft Frankfurt am Main gegen Osnabrügge die Anklage. Ein weiteres Verfahren gegen ihn und andere wegen des Vorwürfe des Vorenthaltens und Veruntreuens von Arbeitsentgelt wurde im Mai 2023 mangels Tatverdacht eingestellt. Das Verfahren wegen der Bandenwerbung gegen Osnabrügge befand sich im Februar 2025 weiter im Zwischenverfahren.

## Publikationen
- Die Beihilfe und ihr Erfolg: Zur objektiven Beziehung zwischen Hilfeleistung und Haupttat in 27 StGB. (Dissertationsschrift; = Strafrechtliche Abhandlungen. Neue Folge (SRA), Band 145), Berlin 2002, ISBN 978-3-428-10667-7.
- Mit Stephan Pauly: Das neue Arbeits- und Sozialrecht, Die Hartz-Gesetze in der anwaltlichen Praxis, Bonn 2003.
- Mit Stephan Pauly: Teilzeitarbeit und geringfügige Beschäftigung, 2007.
- Kurzarbeit aktuell, 2009
- Mit Stephan Pauly (Hrsg.): Handbuch Kündigungsrecht, 1.–5. Auflage.
- Anti-Diskriminierung im Fußball – Ein Beitrag zu den verbandspolitischen Dimensionen (= Kölner Beiträge zum Sportrecht Band 4), 2017
- Mit Stephan Pauly, Michael Huth (Hrsg.): Das arbeitsrechtliche Mandat: Teilzeit und geringfügige Beschäftigung, 2019